# Toni Kurz

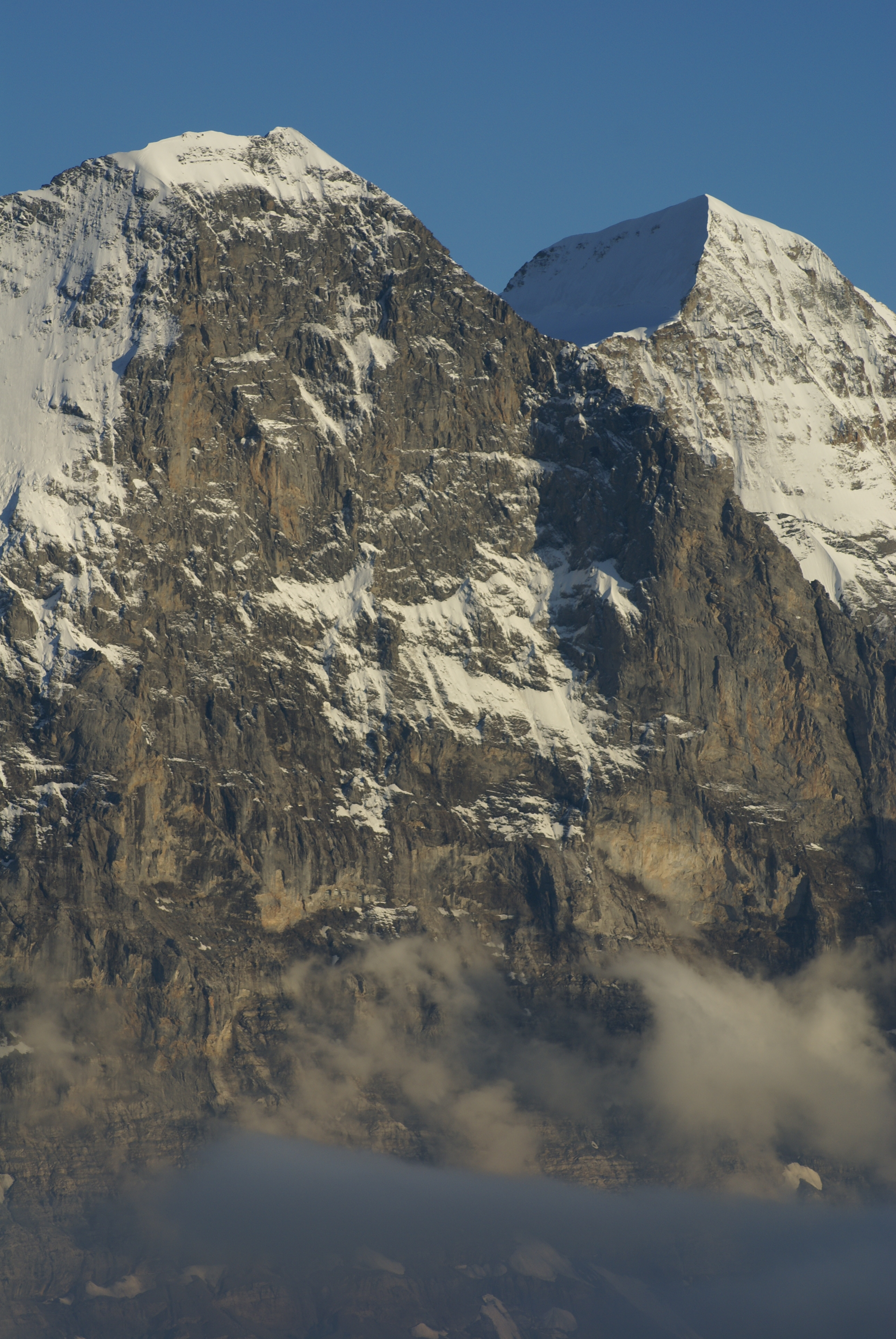
Pohled na severní stěnu hory Eiger

Toni Kurz  (13. ledna 1913, Berchtesgaden, Německo – 22. července 1936, Eiger, Švýcarsko) byl německý horolezec, který spolu s Andreem Hinterstoisserem dosáhl z počátku 20. století mnoha prvovýstupů. Zemřel za tragických okolností v roce 1936 jako člen skupiny, která se pokoušela uskutečnit prvovýstup na severní stěnu hory Eiger.

## Životopis
Toni Kurz byl původně zámečníkem, ale už v roce 1934 vstoupil do armády jako profesionální voják. Sloužil u reichenhallské horské jednotky, kde se v roce 1936 stal horským vůdcem.

### Prvovýstupy
Spolu s Andreem Hinterstoisser uskutečnili řadu náročných prvovýstupů v době, kdy byl nejobtížnější stupeň VI.
- 1934: Berchtesgadener Hochthron, jihozápadní stěna
- 1936: Berchtesgadener Hochthron, jižní stěna
- 1935: Wartstein-West-Kante „Wartsteinkante”
- 1936: Großes Mühlsturzhorn, jižní stěna
- 1935: 3. Watzmannkind

## Výstup na Eiger

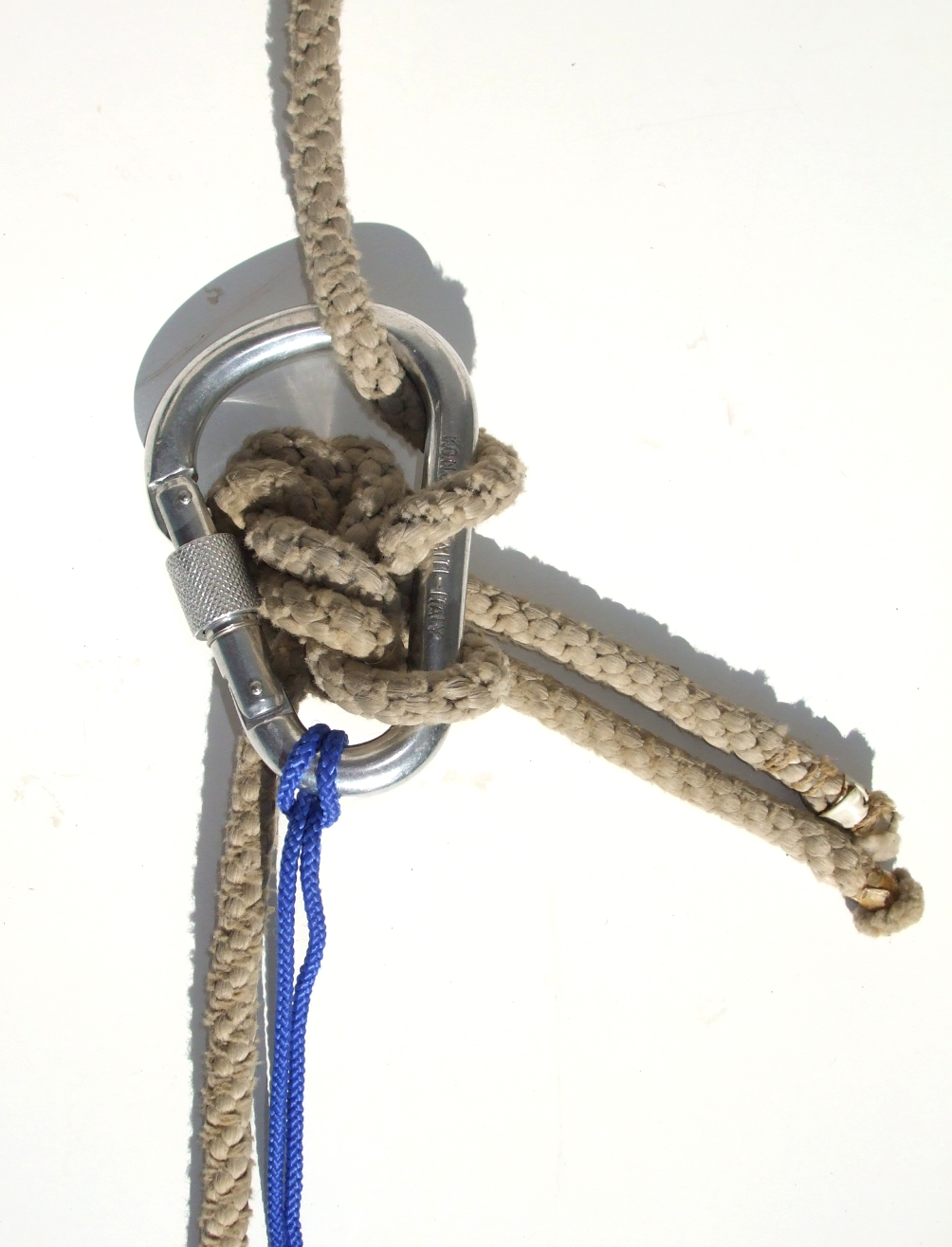
Rekonstrukce navazovacího uzlu, ve kterém Toni Kurz zůstal zavěšený a zemřel. Modrou smyčkou (pro názornost) se lezec přivázal na slaňovací karabinu.

Ve čtyřčlenném družstvu (Andreas Hinterstoisser, Toni Kurz, Willy Angerer, Edi Rainer) se v červenci 1936 pokusil zdolat smutně proslulou severní stěnu Eigeru. Během výstupu byl Willi Anger zraněn padajícím kamenem. Skupina horolezců nemohla postupovat dostatečně rychle vzhůru a zastihla ji sněhová bouře. Pokusili se proto o návrat. Kritickým místem se stal Hinterstoisserův traverz, který nebylo možné opačným směrem překonat, neboť se jednalo o traverz v tahu lana. Horolezci udělali osudovou chybu, že v něm nenechali zavěšené lano pro případný ústup.
Během marného snažení o návrat se ze stěny sesunula lavina a smetla Andrease Hinterstoissera, který nebyl uvázán na laně. Ostatní jištěni byli, ale Willyho Angera usmrtil prudký náraz o stěnu a Edi Rainera udusila váha dvou mužů na laně. Toni Kurz zůstal živý, ale během sestupu se zcela vyčerpal. Nakonec zůstal viset na laně v místě posledního slanění doslova pár metrů od záchranářů, kteří se pod něj dostali z okna železničního tunelu na Jungfraubahn. Neměl už sílu dostat navazovací uzel na laně skrz karabinu, ve které visel. Jeho poslední slova vešla do dějin horolezectví: „I ka nimmer.“ (česky "Já už nemůžu.")
Příběh horolezců ztvárnil Heinrich Harrer v knize Bílý pavouk (1960) a Joe Simpson v hraném dokumentu Vzývající ticho (2008). Událost byla též zfilmována ve snímku Nordwand (2008).